# أموند بي. لارسن
أموند بي. لارسن (بالنرويجية البوكمول: Amund B. Larsen)‏ هو فقيه لغة نرويجي، ولد في 15 ديسمبر 1849، وتوفي في 27 أبريل 1928.